# A Year Without Rain
A Year Without Rain är det andra studioalbumet av det amerikanska bandet Selena Gomez & the Scene som släpptes den 17 september 2010, i både en standard- och en deluxe-utgåva. Första singeln från albumet, "Round & Round", släpptes den 22 juni 2010, den andra singeln "A Year Without Rain", släpptes den 7 september 2010.

## Bakgrund och utveckling
I en intervju med MTV News i februari 2010, med hänvisning till den då kommande skivan, så sa Selena Gomez följande: "Det är lite annorlunda — äldre — och det har, liksom, ett reggaesound." Gomez uppgav också att hon var osäker på att ta ansvaret som albumets främsta låtskrivare och att hon inte ville ha ännu mer press på sig. Hon pratade även om producenter för albumet, och uttryckte intresse för att jobba med "Naturally"-producenterna Antonina Armato och Tim James, och även Dr. Luke. Hon påpekade även sina mål för albumet, vilket var att se till att både hon och fansen kunde relatera till det. Senare i en annan intervju med Digital Spy så berättade Gomez att istället för att släppa ytterligare en singel från Kiss & Tell, så såg hon mer framemot att gå vidare till nästa album istället, som även skulle vara mycket mer annorlunda än det första.
Gomez kallade albumet för ett "feel-good album", och nämnde även att det har mer dance/techno-vibbar. Sångerskan sade att hon ville ha någonting med mer "mening och melodi, och mer kraftfulla texter." Enligt Gomez så är det mer techno-baserade albumet inspirerat av bandets succélåt "Naturally." Hon förklarade: "Det är en känsla när jag framför den låten som jag älskar, så när jag gick tillbaka till studion så hade jag en bättre förståelse av vad jag egentligen ville vara musikaliskt."
I juli 2010 bekräftade Gomez att en outgiven låt skriven av Katy Perry gavs till henne, och att Perry även bidragit med bakgrundssång till låten. Hon bekräftade även titlarna till låtarna "A Year Without Rain" och "Intuition". Den 17 augusti 2010 avslöjade Gomez albumets tracklista, men sångerskan bekräftade dock inga samarbeten. Samtidigt så ryktades det att Perry skulle vara med på hennes låt "Rock God", och att Miley Cyrus skulle medverka på låten "Off the Chain". Det rapporterades även att en Demi Lovato-duett, kallad "The Begging of the Road" inte lyckades komma med på albumet, men det blev aldrig bekräftat och samarbetena visade sig slutligen vara falska. Ett par dagar senare så bekräftade Lovato att hon inte hade jobbat med någon låt på albumet med Gomez, men hon utlämnade inte ett möjligt samarbete med Gomez för hennes kommande R&B-influerade album.

## Kritikernas mottagande
Albumet fick positiva recensioner. Mikael Wood från Billboard uppgav att medan texterna innehåller "ämnen om vanliga tonårsproblem", så har ansträngningarna förbättrats sedan deras album från 2009, Kiss & Tell. Även om de flesta låtarna på albumet är "över-producerade" dance pop-låtar och Gomez tillbringar den mesta tiden på albumet med att försöka "gräva sig ut" med sångeffekter, så tyckte Allison Stewart från The Washington Post att albumet var en markant förbättring jämfört med "attityd-tunga" Kiss & Tell.

## Promotion
Första singeln "Round & Round" framfördes av bandet på America's Got Talent den 14 juli 2010.

## Singlar
- "Round & Round" är den ledande singeln från albumet och premiärspelades den 18 juni 2010. Den blev tillgänglig som digital download den 22 juni 2010. Musikvideon till låten filmades i Budapest och hade premiär två dagar senare. Singeln debuterade som nummer 24 på Billboard Hot 100 och som nummer 76 på Canadian Hot 100. Den debuterade som nummer 15 på Billboard's Digital Songs.

- "A Year Without Rain" bekräftades som Selena Gomez andra singel via hennes Facebook-sida. Musikvideon, som utspelas i en öken, hade premiär på Disney Channel i USA den 3 september 2010, strax efter premiären av filmen Camp Rock 2: The Final Jam.

## Låtlista
| Nr  | Titel                                | Låtskrivare                                                            | Längd |
| --- | ------------------------------------ | ---------------------------------------------------------------------- | ----- |
| 1.  | Round & Round                        | Kevin Rudolf, Jacob Kasher, Fefe Dobson, Jeff Halavacs, Andrew Bolooki | 3:06  |
| 2.  | A Year Without Rain                  | Toby Gad, Lindy Robbins                                                | 3:54  |
| 3.  | Rock God                             | Katy Perry, Printz Board, Victoria Horn                                | 3:09  |
| 4.  | Off The Chain                        | Antonina Armato, Tim James, Devrim Karaoglu                            | 4:04  |
| 5.  | Summer's Not Hot                     | RedOne, Antonina Armato, Tim James                                     | 3:06  |
| 6.  | Intuition (featuring Eric Bellinger) | Toby Gad, Lindy Robbins, Eric Bellinger                                | 2:59  |
| 7.  | Spotlight                            | Shelly Peiken, Nikki Hassman, Peer Åström, Adam Anders                 | 3:31  |
| 8.  | Ghost Of You                         | Jonas Jeberg, Shelly Peiken, Rasmus Seebach                            | 3:23  |
| 9.  | Sick Of You                          | Matt Squire, Lucas Banker                                              | 3:23  |
| 10. | Live Like There's No Tomorrow        | Matt Bronleewe, Nicky Chinn, Andrew Fromm, Meghan Kabir                | 4:07  |

| 11. | Round & Round (Dave Audé Radio Remix)                      | Rudolf, Bolooki, Dobson, Halavacs, Kasher   | 3:33 |
| 12. | A Year Without Rain (EK's Future Classic Remix Radio Edit) | Gad, Robbins                                | 4:05 |
| 13. | A Year Without Rain (Spanish-Language Version)             | Edgar Cortazar, Gad, Mark Portmann, Robbins | 3:30 |

| 1. | Girl Meets World - Extended Edition                 |  |
| 2. | Girl on Film - Behind The Scenes At The Photo Shoot |  |
| 3. | A Year Without Rain Video Shoot - Behind The Scenes |  |
| 4. | Round & Round - Music Video                         |  |
| 5. | Naturally - Music Video                             |  |

Övrigt:
- Vissa internationella utgåvor innehåller även låten Naturally som spår 3, vilket gör att albumet har 11 låtar då, samt 14 på deluxeutgåvan.

## Albumlistor
| Lista (2010)                       | Topplacering |
| ---------------------------------- | ------------ |
| Australien (ARIA Charts)           | 46           |
| Belgien (Flandern)                 | 11           |
| Belgien (Vallonien)                | 21           |
| Frankrike (SNEP)                   | 26           |
| Grekland (IFPI Greece)             | 10           |
| Irland (IRMA)                      | 40           |
| Italien (FIMI)                     | 28           |
| Kanada (Canadian Albums Chart)     | 6            |
| Mexiko (Top 100 Mexico)            | 16           |
| Nederländerna (MegaCharts)         | 51           |
| Nya Zeeland (RIANZ)                | 24           |
| Polen (Polish Albums Chart)        | 11           |
| Portugal (Portuguese Albums Chart) | 9            |
| Schweiz (Swiss Albums Chart)       | 37           |
| Spanien (PROMUSICAE)               | 6            |
| Storbritannien (UK Albums Chart)   | 14           |
| Tjeckien (Czech Albums Chart)      | 9            |
| Tyskland (Media Control Charts)    | 22           |
| Ungern (Mahasz)                    | 23           |
| USA (Billboard 200)                | 4            |
| Österrike (Austrian Albums Chart)  | 19           |

### Certifieringar
| Land      | Certifiering |
| --------- | ------------ |
| Brasilien | Guld         |
| USA       | Guld         |

## Utgivningshistorik
| Land           | Datum             | Format    | Skivbolag           |
| -------------- | ----------------- | --------- | ------------------- |
| Polen          | 17 september 2010 | CD        | Universal Music     |
| Sverige        | 20 september 2010 | CD/CD+DVD | Universal Music     |
| Kanada         | 21 september 2010 | CD/CD+DVD | Universal Music     |
| Tyskland       | 21 september 2010 | CD/CD+DVD | Universal Music     |
| USA            | 21 september 2010 | CD/CD+DVD | Hollywood Records   |
| Australien     | 24 september 2010 | CD+DVD    | Universal Music     |
| Mexiko         | 24 september 2010 | CD+DVD    | Universal Music     |
| Storbritannien | 4 oktober 2010    | CD/CD+DVD | Fascination Records |
| Brasilien      | 15 oktober 2010   | CD/CD+DVD | Universal Music     |
| Indien         | 29 oktober 2010   | CD/CD+DVD | Universal Music     |
| Japan          | 26 januari 2011   | CD/CD+DVD | Avex International  |
| Taiwan         | 28 januari 2011   | CD+DVD    | Universal Music     |